# سوگند وفاداری (سوئد)
سوگند وفاداری سوئد (در سوئدی به نام Trooch huldhetsed که به معنای واقعی کلمه به معنای وفاداری و سوگند وفاداری ترجمه می‌شود) سوگند وفاداری به پادشاه سوئد بود که باید قبل از تصدی پست توسط همه مقامات ارشد دولتی در سوئد می‌گرفتند. با اجرایی شدن سند کنونی دولت در ۱ ژانویه ۱۹۷۵ لغو شد.
سوگند به شرح زیر بود:
Jag N. N. lovar och svär, vid Gud och Hans Heliga Evangelium, att jag städse skall vara min rätte Konung, den Stormäktigste Furste och Herre, N. N., Sveriges, Götes och Vendes Konung, samt det Kungl. Huset huld och trogen. Jag skall med liv och blod försvara det Konungsliga väldet samt Riksdagens rättigheter; allt i överensstämmelse med Rikets Grundlagar, dem jag till alla delar skall lyda och efterkomma. Detta lovar jag på heder och samvete hålla, så sant mig Gud hjälpe till liv och själ.
ترجمه آن می‌شود:
من [نام شخص] به خدا و انجیل‌های مقدس او قول می‌دهم و سوگند یاد می‌کنم، که همیشه پادشاه برحق خود، شاهزاده و خداوند توانا، [نام پادشاه] پادشاه سوئدها، گوت ها و وندها، و خاندان سلطنتی واقعی و وفادار خواهم بود. من همچنین با جان و خون خود از شکل سلطنتی حکومت و حقوق ریکسداگ دفاع خواهم کرد. همه مطابق با قوانین اساسی قلمرو، که من در تمام بخش‌های [آنها] از آنها اطاعت و پیروی خواهم کرد. این را به شرافت و وجدان خود متعهد می‌کنم که آن را به ارمغان بیاورم، پس واقعاً خدایا به زندگی و روحم کمک کن.